# Anel Vaitiare Félix
Anel Vaitiare Félix Pérez (20 de agosto de 1996) es una deportista mexicana que compite en taekwondo. Ganó cuatro medallas de bronce en el Campeonato Panamericano de Taekwondo entre los años 2014 y 2021.

## Palmarés internacional
| Campeonato Panamericano | Campeonato Panamericano  | Campeonato Panamericano | Campeonato Panamericano |
| Año                     | Lugar                    | Medalla                 | Categoría               |
| ----------------------- | ------------------------ | ----------------------- | ----------------------- |
| 2014                    | Aguascalientes (México)  | Medalla de bronce       | –62 kg                  |
| 2016                    | Querétaro (México)       | Medalla de bronce       | –53 kg                  |
| 2018                    | Spokane (Estados Unidos) | Medalla de bronce       | –62 kg                  |
| 2021                    | Cancún (México)          | Medalla de bronce       | –62 kg                  |